# Víctor Manuel Montoya
Víctor Manuel Montoya Molina (26 de abril de 1985, Guayaquil, Ecuador) es un futbolista ecuatoriano. Juega de defensa y su equipo actual es el Guayaquil Sport Club de la Segunda Categoría de Ecuador. Casado con Sara Chiriguayo  C.

## Trayectoria
Debutó profesionalmente en el Barcelona Sporting Club en el año 2005. Montoya también ha jugado en equipos como Manta FC y LDU de Portoviejo.
En 2011 jugó para el Deportivo Azogues en la Serie B de Ecuador. Para la temporada 2012 el Club Sport Emelec de la ciudad de Guayaquil lo contrata, en el 2013 jugó para Ferroviarios de Duran y en el 2014 defiende al Guayaquil Sport Club.

## Clubes
| Club                 | País    | Año       |
| -------------------- | ------- | --------- |
| Barcelona SC         | Ecuador | 2005-2009 |
| Manta FC             | Ecuador | 2010      |
| LDU de Portoviejo    | Ecuador | 2010      |
| Deportivo Azogues    | Ecuador | 2011      |
| Emelec               | Ecuador | 2012      |
| Ferroviarios         | Ecuador | 2013      |
| Guayaquil Sport Club | Ecuador | 2014-     |